# Wilhelm Petersén
Wilhelm "Mulle" Petersén, folkbokförd Knut Vilhelm Petersen, född 2 oktober 1906 i Adolf Fredriks församling i Stockholm, död 11 december 1988 i Nacka församling i Stockholms län, var en svensk fotbollsspelare, bandyspelare och ishockeyspelare i AIK och Södertälje SK och i de svenska landslagen i svensk idrotts tre klassiska lagidrotter; bandy, fotboll och ishockey. Han blev dessutom svensk mästare i alla tre sporterna. 1931 blev han svensk mästare i bandy, året efter vann han SM i fotboll. 1934 och 1935 blev Wilhelm Petersén svensk mästare i ishockey. Bara fyra personer har blivit svenska mästare i de tre stora bollsporterna i Sverige (ishockey räknas som bollsport fastän puck används). Petersén är, tillsammans med John "Jompa" Nilsson och Erik "Lillis" Persson, de enda som har vunnit SM-guld och samtidigt varit landslagsman i fotboll, ishockey och bandy. 
Wilhelm "Mulle" Petersén är Stor grabb i ishockey nummer 12. Han var med i det svenska ishockeylandslag som kom tvåa i OS i S:t Moritz 1928. Han deltog också i OS i Garmisch Partenkirchen 1936. Totalt spelade han 20 A-landskamper för Sverige.
Han var egenföretagare och drev ett kafferosteri, Mulles kafferosteri.
Peterséns bröder var också idrottsmän. Brodern Sigurd Petersén (1891–1955) var en framgångsrik fotbollsspelare i IFK Stockholm, medverkade i fem landskamper 1912–1913 och räknades som en av landets bästa ytterhalvbackar under denna tid. Bröderna Viggo Petersén (1889–1970) och Wictor Petersén (1895–1950) var båda backar i Stockholmskamraternas a-lag.
Petersén var från 1939 gift med Lilly Vilhelmina Petersén (1906–1978).

## Meriter
- Landskamper i fotboll: 2 (1930)
- Landskamper i ishockey: 20 (1928-1936)
- Landskamper i bandy: 2 (1931-1932)
- OS i ishockey: Silver 1928
- SM i fotboll: 1 (1932)
- SM i ishockey: 2 (1934, 1935)
- SM i bandy: 1 (1931)